# Validé
Validé is een lied van de Belgische rapper Bryan Mg in samenwerking met de Nederlandse rapper 3robi en SRNO. Het werd in 2021 als single uitgebracht en stond in hetzelfde jaar als zevende track op het album Bryan van Bryan Mg.

## Achtergrond
Validé is geschreven door Anass Haouam, Bryan Mumvudi Gazambo en Serrano Gaddum en geproduceerd door SRNO. Het is een nummer dat past in het genre hiphop met effecten uit de afrobeats. Het lied is deels in het Frans, deels in het Engels en deels in het Nederlands gezongen en gaat over hun successen en rijkdommen. Het nummer werd bij radiozender NPO FunX uitgeroepen tot DiXte track van de week.
Het is de eerste keer dat de drie artiesten tegelijkertijd met elkaar samenwerken. Ze herhaalden later in 2021 de samenwerking op Montana. Verder werd er onderling ook al samengewerkt door 3robi en SRNO. Ze brachten voor Validé de hits 3chiri, Champagne papi, Marbella en Noncha uit. Na Validé kwamen ze ook met hun gezamenlijke album Flex mood. Verder was Validé het begin van de succesvolle combinatie SRNO en Bryan Mg, want naast Validé en Montana werkten ze ook nog samen op Meditatie en Doe wat je doet.

## Hitnoteringen
De artiesten hadden bescheiden succes met het lied in Nederland. Het piekte op de 68e plaats van de Single Top 100 in de drie weken dat het in deze hitlijst te vinden was. De Top 40 en haar Tipparade werden niet bereikt.